# Павленский, Пётр Андреевич
Пётр Андре́евич Павле́нский (род. 8 марта 1984, Ленинград, СССР) — российский художник-акционист, издатель журнала «Политическая пропаганда».
Известен своими акциями политической направленности, вызвавшими противоречивые оценки в обществе. Например, в 2013 году Павленский прибил гвоздём мошонку к брусчатке Красной площади.

## Биография
Петр Павленский родился в городе Ленинград 8 марта 1984 года.
По его словам, он был единственным ребёнком в семье. Его отец был геологом и умер от алкоголизма, а мать в молодости работала в психиатрической больнице.
Учился в школе № 2, затем в Санкт-Петербургской художественно-промышленной академии им. А. Л. Штиглица на кафедре монументальной живописи. На 4-м курсе академии дополнительно поступил на образовательную программу фонда «Про Арте». Сотрудничал с Музеем политической истории России.
Осенью 2012 года совместно с Оксаной Шалыгиной основал онлайн-журнал «Политическая пропаганда», посвящённый вопросам современного искусства в контексте политики. Целью журнала объявлено «преодоление культурного шовинизма, который внедряет государство и его идеологический аппарат».
В 2013 году возглавил список самых влиятельных фигур в российском искусстве, составленный журналом «Артгид».
В январе 2017 года в СМИ появилась информация о том, что Павленский эмигрировал во Францию, а Следственное управление по Южному административному округу Москвы ведёт доследственную проверку по статье 132 УК РФ в связи с заявлением актрисы «Театра.doc» Анастасии Слониной о насильственных действиях сексуального характера со стороны Павленского и его подруги Шалыгиной. Сам Павленский все обвинения со стороны Слониной отрицал, называя это заявление «доносом». По словам Павленского, ещё в декабре 2016 года его и Шалыгину задержали оперативники уголовного розыска и отвезли к следователю, который занимался рассмотрением заявления Слониной. Вскоре после этого Павленский и Шалыгина вместе с их двумя детьми уехали на Украину через Беларусь, а оттуда улетели во Францию. Павленский в интервью сообщил, что допросы он воспринял как намёк на то, что либо его с Шалыгиной отправят в режимные лагеря, либо они покинут «границы паспортного контроля»; также он заявил, что «это уголовное дело используется правоохранительными органами для того, чтобы устранить его от политической жизни в России». В начале мая 2017 года Франция предоставила ему политическое убежище. Вскоре после этого Следственный комитет России отказался от возбуждения уголовного дела в отношении Петра Павленского о насильственных действиях сексуального характера.
Также сообщалось о нападении Павленского в компании сообщников на актёра «Театра.doc» Василия Березина по мотивам, связанным со Слониной.
29 августа 2024 года состоялся суд по делу о применении насилия в отношении троих человек, в том числе с использованием холодного оружия в отношении двоих пострадавших. Преступление было совершено Павленским в ночь на 1 января 2020 года. Согласно репортажам журналистов изданий Le Parisien и Le Point, художник объяснял суду свои проблемы с законом во Франции тем, что приехал в эту страну в 2017 году, потому что восхищался Маркизом де Садом и считал его величайшим французом в мире, однако, по его мнению, французы не любят де Сада, и поэтому его самого они тоже не любят. 3 октября 2024 года было вынесено решение: Павленский был признан виновным и приговорен к одному году тюремного заключения, заменённому на год домашнего ареста с электронным браслетом, а также к запрету на ношение оружия сроком на пять лет.

## Акции

### «Шов»
Свою первую акцию Пётр Павленский провёл 23 июля 2012 года в поддержку участниц панк-группы Pussy Riot, судебный процесс над которыми в это время проходил в Москве. Зашив себе рот ниткой, Павленский в течение полутора часов стоял в одиночном пикете в Санкт-Петербурге у Казанского собора, держа в руках плакат с надписью: «Акция Pussy Riot была переигрыванием знаменитой акции Иисуса Христа (Мф. 21:12—13)».

Акция «Шов».
Санкт-Петербург (2012)

Сотрудники полиции вызвали карету «скорой помощи», бригада которой отвезла художника на обследование к психиатру. Врач-психиатр признал художника вменяемым и отпустил. Позднее Павленский так прокомментировал свою акцию: «Зашивая себе рот на фоне Казанского собора, я хотел показать положение современного художника в России: запрет на гласность. Мне претит запуганность общества, массовая паранойя, проявления которой я вижу повсюду». Относительно оригинальности своего жеста Павленский сказал, что «такая практика была и у художников, и среди заключённых, но для меня это не имело никакого значения. Вопрос первичности и оригинальности для меня никак не стоял. Не было задачи кого-то удивить, придумать что-то необычное. Тут, скорее, надо было сделать жест, который точно отражает мою ситуацию».
По словам Оксаны Шалыгиной, соратницы Павленского, одной из причин проведения этой акции стало полное равнодушие санкт-петербургской художественной общественности к процессу над Pussy Riot.
В январе 2013 года агентство Reuters опубликовало подборку лучших фотографий за 2012 год, затрагивающих самые значимые мировые события. В коллекцию 2012 года вошёл снимок с Петром Павленским, в поддержку Pussy Riot зашившим себе рот суровой ниткой.
11 марта 2016 года в Вильнюсе напротив здания бывшего КГБ прошла презентация работы скульптора Гинтаутаса Лукошайтиса «Я — идеальный гражданин». Работа представляет бюст Павленского с зашитым ртом. По определению скульптора, это «метафора таких понятий, как человеческое прикосновение, гражданин, мужество и страх».

### «Туша»
3 мая 2013 года Пётр Павленский провёл художественную акцию протеста против репрессивной политики властей в РФ, получившую название «Туша». Ассистенты Павленского принесли нагого, завёрнутого в многослойный «кокон» из колючей проволоки художника ко входу в здание Законодательного собрания Санкт-Петербурга. Полусогнутый, неподвижный и безмолвный Павленский лежал в этом «коконе», никак не реагируя на реплики и действия окружающих. Сотрудники полиции освободили его от проволоки при помощи садовых ножниц.
В интервью радио «Свобода» коллега Павленского, Оксана Шалыгина, отметила, что метафора акции мгновенно и непосредственно была воплощена в реальности: как только разрезали проволоку и освободили Павленского, «эта самая проволока впилась в него в виде сотрудников полиции, скорой помощи и многочисленных оперативников».
Позже Павленский дал такое пояснение своей работе:

Череда законов, направленных на подавление гражданской активности, запугивание населения, неуклонно растущее число политзаключённых, законы об НКО, законы 18+, цензорские законы, активность Роскомнадзора, законы о пропаганде гомосексуализма — всё это законы не против криминала, а против людей. Ну и последний закон об оскорблении чувств верующих. Поэтому я провёл такую акцию. Человеческое тело голое, как туша, на нём ничего нет, вокруг него проволока, изобретённая для охраны домашнего скота. Эти законы, как проволока, удерживают людей в индивидуальных загонах: все преследования политических активистов, «узников 6-го мая», государственные репрессии и есть метафора этого загона из колючей проволоки. Всё это делается, чтобы превратить людей в надёжно охраняемый безвольный скот, который может только потреблять, работать и размножаться.

### «Фиксация»
10 ноября 2013 года на Красной площади Павленский прибил свою мошонку гвоздём к каменной брусчатке. Акцию художник приурочил ко Дню полиции. Прибывшие на место полицейские накрыли художника простынёй перед задержанием. В заявлении Павленского, в котором он пояснил смысл акции, сказано:

Голый художник, смотрящий на свои прибитые к кремлёвской брусчатке яйца, — метафора апатии, политической индифферентности и фатализма современного российского общества.

На Павленского было заведено дело о мелком хулиганстве, однако сутки спустя его освободили у дверей Тверского суда, так как в суде отказались рассматривать дело в связи с неправильно составленным протоколом.
15 ноября 2013 года из сообщения агентства «Интерфакс» стало известно, что в отношении Петра Павленского возбуждено уголовное дело по ч. 1 п. «б» ст. 213 Уголовного кодекса РФ о хулиганстве и он может быть лишён свободы на срок до пяти лет. Подозреваемый находился под подпиской о невыезде. В постановлении о возбуждении уголовного дела говорилось о возбуждении Павленским ненависти или вражды по политическим мотивам в отношении социальной группы, однако не было указано, о какой конкретно социальной группе, в отношении которой возбуждалась ненависть, идёт речь. Некорректность формулировки инкриминируемого деяния противоречила Конституции РФ, нарушая права подозреваемого на защиту. О дальнейших действиях представителей правоохранительной системы РФ в отношении художника не сообщалось.
Акция вызвала значительный общественный резонанс и активное обсуждение в профессиональной среде.

### «Свобода»
Ранним утром 23 февраля 2014 года на Мало-Конюшенном мосту в Петербурге состоялась групповая акция «Свобода» в поддержку Евромайдана в Киеве, самым известным участником которой был Пётр Павленский, реализовывавший её наравне с другими активистами. Акция «Свобода» была высказыванием о политике коллективного освобождения, поэтому её отличительной чертой стало то, что она должна была быть осуществлена не индивидуальным, а коллективным субъектом.
Примерно в 8 утра на мост привезли около полусотни автомобильных покрышек, бензин, металлические листы, палки, а также чёрный анархистский и сине-жёлтый украинский флаги. Из покрышек была сложена баррикада, после чего они были подожжены. Листы были нужны для того, чтобы бить по ним палками, создавая характерное для киевского Майдана звучание. Удары по листам продолжались даже во время работы пожарных по тушению огня.
Действие осуществлялось в непосредственной близости от храма Спаса-на-Крови — места, где народовольцы убили императора Александра II.
Из манифеста акции:

Горящие покрышки, флаги Украины, чёрные флаги и грохот ударов по железу — это песня освобождения и революции. Майдан необратимо распространяется и проникает в сердце Империи. Борьба с имперским шовинизмом продолжается; храм Спаса на Крови — это место где народовольцы совершили успешное покушение на императора, жестоко расправлявшегося с освободительными восстаниями в Правобережной Украине, Польше, Литве и Белоруссии. Мы боремся за нашу и вашу свободу. В этот день, когда государство призывает праздновать день защитника отечества — мы призываем всех встать на праздник Майдана и защиту своей свободы. Мосты горят и назад дороги уже нет.

Акция продолжалась около 20 минут и была завершена во время работы пожарных. Сразу после того, как огонь был потушен, на место прибыли сотрудники полиции и задержали четверых (по другим данным — троих) участников акции, в том числе Павленского, и доставили их в 78-й отдел полиции. В отношении задержанных были составлены протоколы об административном правонарушении по ст. 20.1, ч. 1 и статьи 20.2, ч. 5 КоАП РФ. Полицейские проводили проверку и решали вопрос о привлечении задержанных к уголовной ответственности. Адвокат Петра Павленского Динар Идрисов отметил, что протокол об административном задержании составлен спустя более трёх часов после того, как задержанного доставили в отдел полиции, и этот факт является нарушением. Официальные представители ГУ МВД по Петербургу и Ленинградской области отказались комментировать как задержание активистов, так и проведение в отношении них оперативных мероприятий. Выйдя из отделения, Павленский объяснил, что «своей акцией хотел победить апатию в нашем обществе».
Имена других участников акции стали известны благодаря полицейским задержаниям. Изначально участники акции никак себя не обозначали.
25 февраля 2014 года Дзержинский районный суд Санкт-Петербурга оправдал Петра Павленского, прекратив производство по делу за отсутствием события и состава административного правонарушения в акции «Свобода». Однако уже через месяц Следственный комитет возбудил уголовное дело по статье «Вандализм», после чего в доме у художника и других участников акции были проведены обыски и изъяты личные вещи.
22 декабря 2014 года прокуратура Центрального района Санкт-Петербурга отозвала своё апелляционное представление на решение Дзержинского районного суда об отказе направить Петра Павленского на стационарную психиатрическую экспертизу.

### «Отделение»

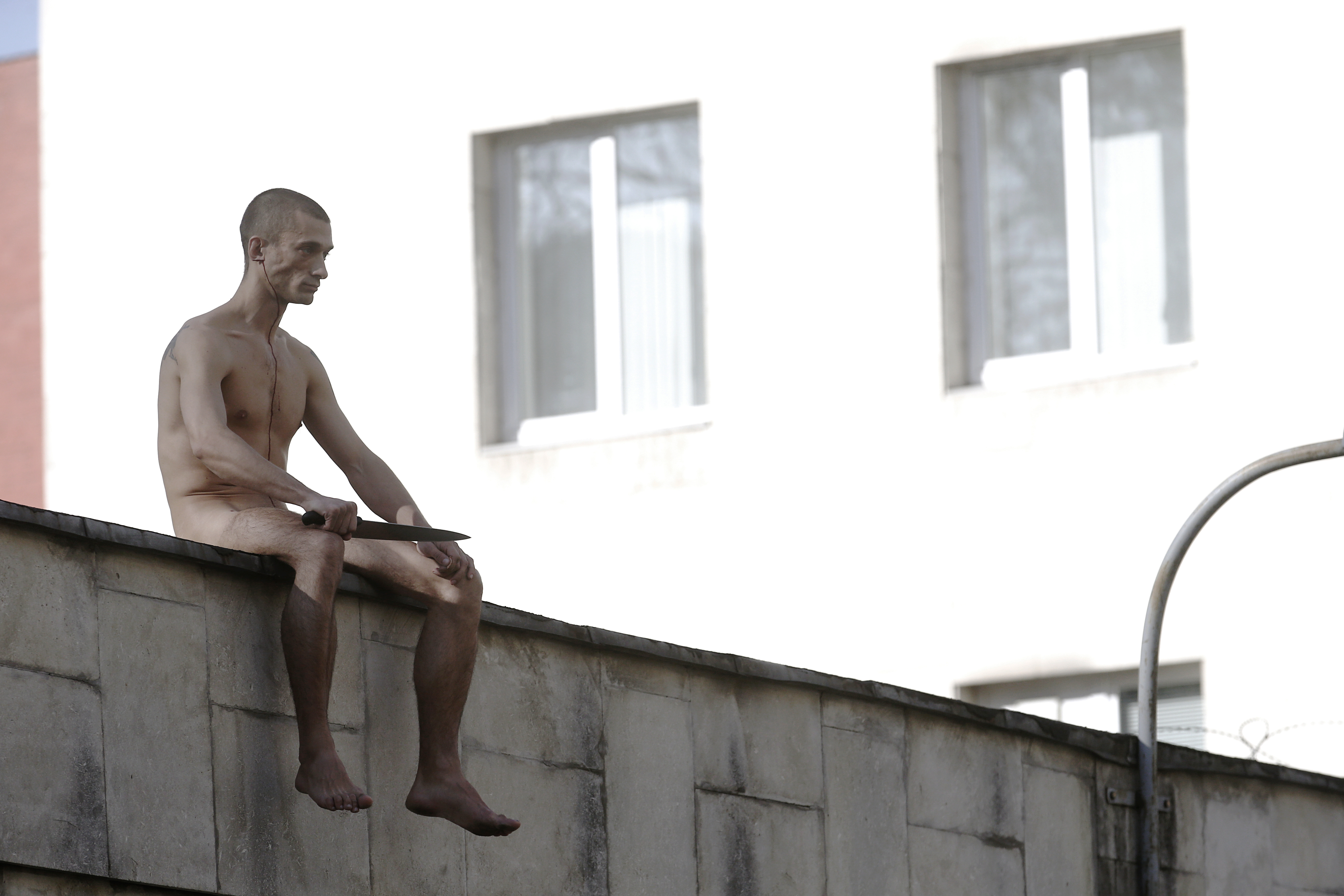
Павленский в ходе акции «Отделение» 19 октября 2014 года.

19 октября 2014 года Пётр Павленский, сидя обнажённым на крыше института психиатрии им. Сербского в Москве, отрезал себе ножом мочку правого уха. После того, как полиция спустила художника на землю, он был отправлен в Боткинскую больницу. Из заявления художника следует, что данная акция является протестом против использования психиатрии в политических целях.
Павленский заявил:

Нож отделяет мочку уха от тела. Бетонная стена психиатрии отделяет общество разумных от безумных больных. Возвращая использование психиатрии в политических целях — полицейский аппарат возвращает себе власть определять порог между разумом и безумием. Вооружаясь психиатрическими диагнозами, бюрократ в белом халате отрезает от общества те куски, которые мешают ему установить монолитный диктат единой для всех и обязательной для каждого нормы.

20 октября 2014 года художник вновь был признан вменяемым и не подлежащим психиатрической госпитализации. Об этом корреспонденту «БалтИнфо» сообщил его адвокат Дмитрий Динзе.

### «Угроза»

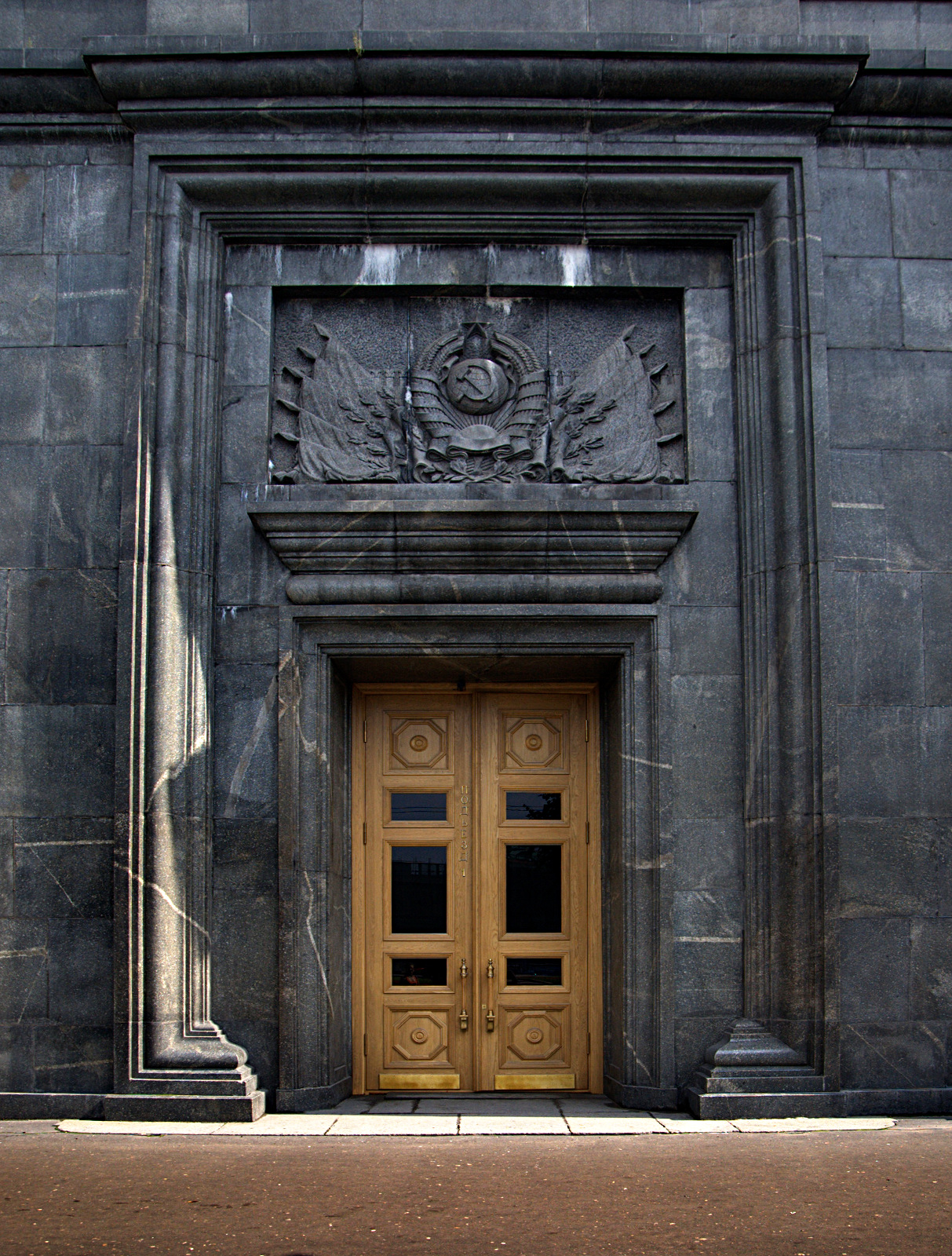
Дверь первого подъезда, подожжённая Павленским

9 ноября 2015 года в 01 час 15 минут ночи Пётр Павленский подошёл к первому подъезду здания органов госбезопасности на Лубянке, облил входную дверь бензином, поджёг зажигалкой, после чего встал впереди горящих дверей с канистрой в руках в ожидании собственного задержания. Художник был задержан в течение 30 секунд за мелкое хулиганство. Спустя несколько часов после акции в интернете появилось видео поджога с объяснением смысла акции:

Горящая дверь Лубянки — это перчатка, которую бросает общество в лицо террористической угрозе. Федеральная служба безопасности действует методом непрерывного террора и удерживает власть над 146 миллионами человек. Страх превращает свободных людей в слипшуюся массу разрозненных тел. Угроза неизбежной расправы нависает над каждым, кто находится в пределах досягаемости для устройств наружного наблюдения, прослушивания разговоров и границ паспортного контроля. Военные суды ликвидируют любые проявления свободы воли.

По мнению галериста Марата Гельмана, в акции Павленского «очевидна символика: двери Лубянки — это врата ада, вход в мир абсолютного зла. И на фоне адского пламени стоит одинокий художник, ожидая, пока его схватят… Фигура Павленского у охваченной пламенем двери ФСБ — очень важный для нынешней России символ, и политический, и художественный».
Редактор газеты «The Art Newspaper Russia» Мария Семендяева с позиции искусствоведа утверждает, что Павленский

...создал новый образ, которого не было до этого: художник с канистрой на фоне горящей двери ФСБ. Для того чтобы получить этот образ, он использовал СМИ и своё тело в качестве инструмента. При взгляде на этот образ у нас возникают идеи и чувства, они побуждают многих людей высказываться по этому поводу.— Meduza
9 ноября 2015 года в отношении Павленского возбуждено уголовное дело по ч. 2 ст. 214 УК РФ «Вандализм». 10 ноября 2015 года Таганский районный суд санкционировал арест Петра Павленского до 8 декабря, позднее срок содержания под стражей был продлён до 7 января, 27 января Павленский переведён в столичный центр психиатрии Сербского на судебно-психиатрическое освидетельствование сроком до 21 дня. На суде Павленский просил переквалифицировать дело по статье «терроризм».
14 марта 2016 года был опубликован список подписей под «дипломом» за акцию «Угроза», называющим её «художественным жестом в сфере современного искусства» и призывающим прекратить уголовное дело Павленского. В течение первой половины марта «диплом» подписали 128 художников, искусствоведов, арткритиков, кураторов, музейщиков и галеристов. По мнению подписавшихся, «оценка органами следствия, прокуратуры и суда акции „Угроза“ как банального и элементарного акта вандализма... не соответствует её... характеру и статусу художественного проекта, художественного жеста, равно как и мотивам её автора — художника-акциониста и отнюдь не вандала».
29 марта 2016 года следствие переквалифицировало дело на «уничтожение или повреждение объектов культурного наследия или культурных ценностей» (ст. 243 УК). В постановлении о привлечении в качестве обвиняемого отмечено, что «в здании, дверь которого повредил Павленский, „в 1930-е годы содержались выдающиеся общественные деятели и деятели науки“». Ущерб оценён в 480 тысяч рублей.
8 июня 2016 года Мещанский суд Москвы признал Павленского виновным и приговорил его к штрафу в размере 500 тысяч рублей; кроме того, в полном объёме был удовлетворён гражданский иск к Павленскому со стороны ФСБ о возмещении ущерба в размере 481 тысячи рублей. Павленский был освобождён из-под стражи в зале суда. После освобождения он сказал, что считает свою акцию удавшейся. В феврале 2017 года Павленский покинул Россию, не оплатив назначенный судом за поджог двери ФСБ штраф.

### «Освещение»
16 октября 2017 года в четыре часа утра поджёг два окна здания Банка Франции и сфотографировался перед ним. Смысл акции пояснил следующим образом:

Огонь в Банке Франции — это освещение истины, которую нас заставляют забыть. Бастилию разрушил восставший народ. Разрушил как символ деспотии и власти. Но на этом месте вырос новый очаг порабощения — банк.
Тот банк, который обманул революционеров и спонсировал преступный Версаль. Место Бастилии занял Банк Франции, место монархов — банкиры.
Великая Французская Революция сделала Францию символом свободы для всего мира. В 1917 году благодаря этому символу Россия приблизилась к свободе.
Но вот прошло 100 лет и снова тирания повсюду. Возрождение революционной Франции даст глобальный пожар революций. И в этом огне начнет своё освобождение Россия.

Во второй половине дня Le Monde сообщила следующие подробности: в четыре часа утра 16 октября 2017 года в присутствии нескольких фотографов и журналистов (по свидетельству Марка Шомея (Marc Chaumeil) из агентства Divergence Images, оказавшегося на месте событий по приглашению Павленского, только двое из них имели карточки прессы) художник облил горючей жидкостью два окна отделения Банка Франции на площади Бастилии в Париже и поджёг их. Среди журналистов он распространил своё заявление, в котором назвал акцию «Освещением» и объяснил свои действия тем, что «Банк Франции занял место Бастилии, а банкиры — место монархии», и что «возрождение революционной Франции вызовет пожар мировой революции». В январе 2018 года Павленский в письме к Марату Гельману пояснил, что Банк Франции спонсировал правительство в борьбе с Парижской коммуной.
Около 04:15 вместе с Оксаной Шалыгиной доставлен полицией в ближайший комиссариат и на рассвете арестован. Адвокат Ольга Динзе после заявила, что Павленскому угрожает депортация из Франции.
Утром 17 октября Павленский переведён в психиатрическое отделение полицейской префектуры; Шалыгина осталась под арестом.
Вечером 18 октября оба были доставлены в суд гражданских свобод и задержания (JLD), где мерой пресечения было избрано заключение под стражу по обвинению в уничтожении чужого имущества общественно опасным способом (фр. destruction du bien d’autrui par un moyen dangereux pour les personnes). Адвокат Доминик Бейрутер Минков сообщила, что Павленский объявил сухую голодовку в знак протеста против отсутствия открытого обсуждения в судебном заседании. Голодовка продолжалась 12 дней, после чего на 13-й день Павленский был доставлен в госпиталь. Однако в итоге Павленский остался под стражей. По состоянию на февраль 2018 года Павленский находился в спецблоке в одиночной камере.
9 февраля 2018 года Парижским судом был продлён срок содержания Павленского в тюрьме Флёри-Мерожи ещё на 4 месяца (Шалыгина освобождена из-под стражи 6 января).
9 июня 2018 года Оксана Шалыгина сообщила о решении судебного следователя Натали Тюрке продлить арест Павленского бессрочно до основного суда по его делу. Основанием для бессрочного ареста является образ жизни Павленского, что у него «нет определённого места работы, адреса, счета в банке, и что он не получает никакой социальной помощи». «Сверх того, он — иностранный гражданин», — говорится в документе.
Также одним из оснований этого решения стало заключение судебного психиатра: «бредовые навязчивые идеи», «пограничное расстройство личности» с нарциссическими основаниями, «инстинктивная потребность преступать закон и предусмотренные им ограничения», а также высокий риск рецидива.
В начале августа 2018 года помещён в карцер. 13 сентября 2018 года на заседании в парижском Дворце правосудия было принято решение освободить Павленского из-под стражи с обязательством судебного контроля. Ранее в этот же день пришедшие к зданию суда активистки движения Femen поддержали Павленского своей акцией с зашитыми ртами.
Основной суд по делу Павленского состоялся 10 января 2019 года. Павленский был приговорён к 3 годам лишения свободы (2 года условно). В счёт срока пойдут 11 месяцев, проведённые Павленским под арестом. Оксана Шалыгина приговорена к двум годам тюремного заключения, из них 16 месяцев — условно. Кроме того, осуждённые обязаны выплатить Банку Франции 18 678 евро в качестве компенсации материального ущерба и 3000 евро — за причинённый моральный вред. По свидетельству газеты «Le Matin», Павленский в ответ выкрикнул по-русски «Никогда!». По данным РАПСИ, максимальная санкция за умышленный поджог во Франции — до 10 лет лишения свободы и штраф до 150 тыс. евро

### «Порнополитика»
12 февраля 2020 года Пётр Павленский открыл первый порноресурс с участием чиновников, политиков и представителей власти.
Сайт был зарегистрирован на домене pornopolitique.com. В тексте, объясняющем принципы работы политического порноресурса, значилось, что «для Порнополитики представляют интерес только те чиновники, политики и представители власти, которые лгут своим избирателям и навязывают обществу пуританизм, который они сами же и презирают.
Таким образом, выбор того или иного чиновника, политика или представителя власти зависит не от его личности или политических позиций, а от его лицемерия, ставшего привычной основой политического карьеризма и чудовищного обскурантизма, в котором увязло наше общество».
Кроме этого, на сайте «Порнополитика» Петром Павленским был размещён манифест:

«Граждане Франции и других стран!
Переписывайтесь! Снимайте порно!
Политики, чиновники,
представители власти — они среди нас,
и их много.
Сегодня каждый из нас может быть
писателем и режиссёром.
Плохим или хорошим рассудит только
время. Не надо ничего бояться.
Только так мы выберемся из этого
болота пуританства и лицемерия!»

Первым участником порноресурса стал мастурбирующий кандидат в мэры Парижа Бенжамин Гриво. Все видео с мастурбацией Гриво снимал самостоятельно и отправлял Александре де Таддео, с которой имел короткие отношения летом 2018 года.
Александра де Таддео 29 лет, родом из Мец (Мозель), из довольно богатой среды. Студентка юридического факультета Парижского университета, говорит на нескольких языках, в том числе и на русском. По данным ряда СМИ, Александра де Таддео живёт с Павленским с января 2019 года.
Кроме этого на сайте была частично опубликована переписка кандидата на пост мэра, в которой он объяснял Александре де Таддео, что «семья и дети — это тюрьма».
Это заявление полностью противоречило его предвыборным заявлениям об одержимости семейными ценностями. В своей предвыборной кампании Гриво позиционировал себя как человек, свято верящий в традиционный институт семьи, использовал в постановочных фото свою беременную жену и создавал политический имидж образцового семьянина, который возьмёт на себя заботу о всех семьях Парижа.
14 февраля Бенжамин Гриво официально заявил о снятии своей кандидатуры, а сайт «Порнополитика» был заблокирован властями.
15 февраля Пётр Павленский и Александра де Таддео были арестованы антикриминальными бригадами и им было предъявлено обвинение в распространении фото и видео материалов интимного характера. На аресте присутствовали фотожурналисты из еженедельника Paris Match, и через несколько дней, несмотря на запрет французского законодательства, фотографии и видео были опубликованы в печатной и интернет версии издания.
Однако, арест Павленского планировался уже со 2 января 2020 года, так как в ночь на 1 января 2020 года он ранил ножом двух человек.
Вечером 16 февраля 2020 года стало известно, что Павленский и его подруга Александра де Таддео (предполагаемый источник видео, скомпрометировавшего Гриво) находятся под арестом по обвинению в посягательстве на тайну личной жизни (фр. atteinte à l'intimité de la vie privée).
16 февраля адвокат Павленского Хуан Бранко заявил, что прокуратура не разрешила ему представлять интересы Павленского и назвал эту меру беспрецедентным нарушением права на защиту. Однако, прокуратура Парижа в своём комментарии газете L’Express отрицала какую-либо причастность к решению адвоката выйти из дела (по сведениям Le Monde, прокуратура принимала решение, исходя из наличия конфликта интересов, поскольку Павленский до размещения видео на сайте получал предварительную юридическую консультацию у Бранко на предмет законности своих действий).
18 февраля Павленский и де Таддео освобождены до суда под надзор (Contrôle judiciaire) — в частности, им запрещено общаться друг с другом.
21 февраля Павленский заявил, что украл видео с Гриво с компьютера де Таддео и рассказал ей об этом только после размещения ролика на сайте.
Впоследствии в ряде своих интервью Павленский отмечал, что «Порнополитика» была его неимоверным достижением, так как он сумел реализовать своё произведение не в материальном публичном пространстве, а в цифровом, в пространстве интернета. Предметом его гордости являлось то, что он смог осуществить переход в цифровую реальность и при этом остаться в логике своего искусства.
Судебное разбирательство состоялось 28 июня 2023 года. В качестве свидетелей защиты Павленским были приглашены актёры театра. В зале судебного заседания они вместо дачи свидетельских показаний исполняли отрывки из мольеровского «Тартюфа». Кроме этого, на заседании присутствовали историки искусства, которые дали экспертную оценку «Порнополитике» и выступили в защиту этого произведения искусства. Обвинение требовало приговорить Павленского к шести месяцам тюремного заключения и штрафу в размере 50 000 евро.
11 октября 2023 года он был приговорён к 6 месяцам лишения свободы с отбыванием наказания за пределами тюрьмы с использованием электронного браслета, а Де Таддео была приговорена к шести месяцам условно. Их оштрафовали на 15 000 евро и обязали оплатить судебные издержки на 5 000 евро.
Комментируя ход судебного заседания, Павленский объяснил журналистам, что это произведение «полностью основано на игре с эстетическими категориями», где высокий стиль противопоставляется стилю низкому: «По сути, это было то же самое, как взять портрет политического деятеля, сделанный по правилам высокого стиля и выставленный на всеобщее обозрение и нарисовать на нём мужские гениталии». Он также заявил: «Всё, что мы видели с того момента, как я представил зрителям „Порнополитику“, на самом деле было лишь одним из многих эпизодов вечного столкновения между искусством и властью. Однако тот факт, что эстетические категории продолжают так много значить в современном мире, оказалось для меня настоящим сюрпризом».

## Групповые и персональные выставки
21 сентября 2013 года состоялось открытие международной несанкционированной выставки «Призраки идентичности». Проходила на ступенях Эрмитажа, в его внутреннем дворе, в рамках проекта журнала «Политическая пропаганда».
2017 — «Art Riot», Saatchi Gallery, Лондон, Англия  Архивная копия от 6 октября 2021 на Wayback Machine. Эта выставка вошла в десятку самых посещаемых в мире выставок современного искусства 2017 года, её посетили 248 547 человек  Архивная копия от 6 октября 2021 на Wayback Machine.
2017 — «Beyond the Pleasure Principle», Zachęta National Gallery of Art, Варшава, Польша.
2017 — «Luther and the Avant-garde», Заброшенная тюрьма, Виттенберг, Германия.
2018 — «Talking about a revolution», галерея 22Visconti, Париж, Франция.
2018 — «439754», Galleria PACK, Милан, Италия.
2018 — «Us or Chaos», музей BPS22, Шарлеруа, Бельгия.
2019 — «Архив Петра Павленского», галерея ART4, Москва, Россия.
2022 — «Политика в искусстве», музей MOCAK, Краков, Польша. Решение выбрать произведение «Шов» для рекламы выставки подверглось критике со стороны украинских активистов, которые потребовали убрать рекламу выставки из публичного пространства или заменить её на рекламу с использованием работы украинского художника. Петиция, подписанная сотней украинских и польских художников, побудила директора МОСАК Анну Потоцкую публично защитить свой выбор: «Отбирая работы для выставки, мы искали художников, чьи произведения затрагивают тему политики, но в то же время, обладают большой художественной ценностью». «[Произведение Павленского] прекрасно выражает драму репрессивной политики, которая затыкает рот».
2022 — «Порнополитика и другие прецеденты», Лондон, Англия. Выставка, организованная фондом поддержки современного искусства a/political, прошла при финансовой поддержке канала для взрослых Babestation. На выставке экспонировались произведения, созданные художником на основании его теории «субъект-объектного искусства».
2022 — «Млечный путь», музей MSUV, Нови-Сад, Сербия.
2023 — «Someone is getting rich», Тропический музей, Амстердам, Нидерланды.
2025 — «Everything is true - Nothing is permitted», художественный фонд, Роттердам, Нидерланды 

## Прочая активность
17 августа 2012 года участвовал в митинге в поддержку Pussy Riot на Марсовом поле, вбежал уже в ходе митинга на Марсово поле с девочкой на плечах, которой была одна из его дочерей — Алиса. Они скрывали лица балаклавами и выкрикивали лозунги в поддержку Pussy Riot, но в дальнейшем были опознаны репортёрами.
В июле 2016 года в пражской галерее Karlin Studios прошла выставка Петра Павленского под названием «Бюрократическая судорога», представлявшая собой ряд экспозиций из фотографий и видеодокументации, посвящённых прошедшим акциям, а также реакции на них бюрократической системы.
Приглашался для чтения лекций в разные города и страны Европы.

## Личная жизнь
Сожительствовал до ноября 2018 года с Оксаной Викторовной Шалыгиной. В этот период Шалыгина говорила, что их брак с Павленским не был официально зарегистрирован из-за того, что они оба выступают за свободу воли, а также являются противниками как «традиционных семейных ценностей», так и всех других идеологий, распространяемых государством, а также отрицают институт брака. Сама Шалыгина в то время характеризовала свою роль в паре с Павленским словом «соратница».
Дети — Алиса (род. 2008) и Лилия (род. 2010).
В ноябре 2020 года была опубликована автобиографическая книга Оксаны Шалыгиной «По лицу он меня не бил. История о насилии, абьюзе и освобождении». В нескольких интервью, связанных с выходом книги Шалыгина рассказала, что в течение практически всего времени, когда она состояла в отношениях с Павленским, тот подвергал её психологическому, физическому и сексуальному насилию.
Через несколько дней после публикаций интервью Оксаны Шалыгиной, описывающих Павленского как насильника и садиста, нынешняя спутница художника Александра де Таддео прислала в адрес Радио Свобода письменное заявление, в котором утверждалось, что Павлевский ни разу не прибегал к физическому насилию по отношению к Таддео.

## Оценка деятельности Павленского
Акции Павленского вызывают противоречивые оценки в обществе. Акционисты (Анатолий Осмоловский, Олег Кулик и др.) и ряд специалистов (Александра Обухова, Ирина Кулик, Александр Евангели и др.) доказывают, что акции Павленского — это искусство. Анатолий Осмоловский при этом подчёркивает, что акции Петра Павленского имеют элемент самоидентификации, так как люди, которым импонирует творчество Павленского, считают его перформансы героическими поступками, и наблюдением за тем или иным актом художника оправдывают свою собственную пассивность. Лена Хейдиз называет его одним из «самых больших, ярких и интересных художников-акционистов в России», который сам является объектом монументальной живописи. Колумнист Антон Крылов не считает акции Павленского искусством, в его сравнении, если продукт искусства может быть актом разрушения, то «главными акционистами современности являются члены запрещённой в России группировки ИГИЛ, разрушающие памятники Пальмиры, а их художественными руководителями — талибы, уничтожившие статуи Будд». Журналист Антон Красовский усмотрел в акции «Угроза» намерения Герострата. С ним спорит Виктор Шендерович. По мнению одного из идеологов современного искусства Иосифа Бакштейна, художник имеет право на вызов обществу. Контрдоводы предлагает художник-концептуалист Андрей Шелютто. По его мнению, вне музейного пространства законы едины для всех, а тот, кто поджигает здание, не художник, а уголовник. Осуждают акции Павленского правозащитники Людмила Алексеева и Александр Брод. Артемий Троицкий назвал Павленского «великим художником», а публицист Дмитрий Быков отметил, что Павленский у него «вызывает восхищение и гордость». По мнению Марата Гельмана, «Павленский — безусловно, сильный художник». Писатель Сергей Шаргунов саркастически оценил акцию Павленского как недостаточно выразительную. По его мнению, если бы акционист совместил свои разные акции: зашил рот, прибил свои гениталии и поджёг дверь одновременно, то это было бы выразительно и красиво. Константин Эггерт отмечает, что Павленский негативно высказывается в адрес своих защитников: например, это касается труппы Театр.doc и их ныне покойного руководителя Михаила Угарова, которых художник обвинил в сотрудничестве с ФСБ. Кроме того, Эггерт указывает на то, что «предъявленные Павленскому и Шалыгиной обвинения в попытке изнасилования актрисы Театра.док Анастасии Слониной никто пока не смог опровергнуть».
В январе 2016 в старейшем журнале «Неврологический вестник» была опубликована статья заведующего кафедрой медицинской психологии Казанского государственного медицинского университета, директора Института исследований проблем психического здоровья, эксперта Всемирной организации здравоохранения В. Д. Менделевича, который на основании результатов психиатрических обследований, заключений судебно-психиатрических экспертиз, справок и других медицинских документов Павленского сделал вывод, что «… нет никаких оснований для диагностики у него каких-либо психических и/или поведенческих расстройств. Своеобразие поведения П. Павленского с элементами членовредительства и сексуальной провокативности не должно рассматриваться исключительно сквозь призму психиатрии». Менделевич отметил, что свою лепту в дискредитацию психиатрии в общественном сознании вносит увлечённость многих психиатров патографией — исследованием жизни и творчества выдающихся личностей, ориентированным на поиск скрытых психопатологических мотивов их творчества. В. Д. Менделевич заявляет, что восприятие Павленского в обществе противоречиво.
По мнению ряда искусствоведов, художников, писателей, журналистов, Пётр Павленский является талантливым художником, «Репиным нашего сегодня» (Глеб Морев), а его акции следует трактовать как разновидность авангардного искусства. В то же время, по заявлению Менделевича, с точки зрения государства, обывателей и следствия Павленский — хулиган, экстремист или психически больной. Подобное неоднозначное отношение к его акциям приводило к тому, что почти после каждого задержания его направляли на судебно-психиатрические освидетельствования, заканчивавшиеся констатацией полной вменяемости Павленского.

## Награды и номинации
- 24 октября 2013 года в рамках фестиваля «МедиаУдар» перформанс Петра Павленского «Туша» был удостоен альтернативной премии «Российское активистское искусство-2013» — Диплома памяти Георгия Дорохова (1984—2013) в номинации «Акции, реализованные в городском пространстве». Девятнадцать из двадцати трёх членов жюри отдали акции Павленского первое место[8].
- 23 декабря 2013 года Пётр Павленский занял первое место в рейтинге самых влиятельных художников в российском искусстве по версии журнала «Артгид»[194][195].
- 25 декабря 2015 года художник снова занял первое место в рейтинге самых влиятельных художников в российском искусстве по версии журнала «Артгид»[196]. В 2014 году в этом рейтинге художник находился на 9-й позиции.
- В феврале 2016 года Петра Павленского номинировали на премию «Инновация», в номинации «Произведение визуального искусства», но исключили из номинантов по решению оргкомитета конкурса без объяснения причин. Несколько экспертов покинули экспертный совет премии в знак протеста[197][198]
- В мае 2016 года Пётр Павленский стал лауреатом Премии Вацлава Гавела «За креативный протест»[англ.][199], присуждаемой правозащитной организацией Human Rights Foundation. Однако после заявления Петра о том, что все полученные деньги он планирует передать приморским партизанам[200], Human Rights Foundation пересмотрела своё решение и лишила Павленского премии, объяснив своё решение тем, что передача денежной премии «противоречит ненасильственному и творческому наследию Гавела»[201].
- В августе 2016 года Петр Павленский победил в номинации «Художественный проект» премии «Сноба»[202].
- В 2016 году за акции «Угроза» и «Врата ада» был включён в список номинантов премии Фонда Бориса Немцова[203].
- 3 февраля 2022 года книга Петра Павленского «Столкновение» была номинирована на российскую литературную премию «Национальный бестселлер»[204].

### На русском языке
- Павленский П. А. О русском акционизме / Пётр Павленский. — М.: АСТ, 2016. — 288 с. — (Ангедония. Проект Данишевского). — ISBN 978-5-17-094344-9.
- Павленский П. А. Столкновение / Пётр Павленский. — М.: Городец, 2021. — 288 с. — (Книжная полка Вадима Левенталя). — ISBN 978-5-907483-05-7.

### На иностранных языках
- Pavlenski P. A. LE CAS PAVLENSKI / La politique comme art. — Paris: Louison editions, 2016. — 262 с. — ISBN 979-10-95454-06-9.
- Pjotr Pawlenski. Pjotr Pawlenski Aktionen / Pjotr Pawlenski. — Berlin: CiconiaXCiconia, 2016. — ISBN ISBN 978-3-945867-04-4.
- Pawlenski P. A. Pjotr Pawlenski: Der bürokratische Krampf und die neue Ökonomie politischer Kunst / Pjotr Pawlenski. — Berlin: Merve, 2016. — 127 с. — ISBN 978-3-88396-381-5.
- Pjotr Pawlenski, Wladimir Velminski. Gefängnis des Alltäglichen / Pjotr Pawlenski,Wladimir Velminski. — Berlin: Matthis & Seitz, 2016. — 135 с. — ISBN 978-3-95757-377-3.
- Pawlenski P. A. PAWLENSKI / Piotr Pawlenski. — Wien: Krytyka Polityczna, 2016. — 291 с. — ISBN 978-83-65369-45-1.
- Pavlenski P. A. Théorème / Piotr Pavlenski, Mariel Primois-Bizot. — Paris: Editions Exils, 2020. — 180 с. — ISBN 978-2-914823-13-5.
- Pëtr Pavlenskij. Nudo con filo spinato. — ilSaggiatore, 2019. — ISBN 978-88-428-2530-2.
- Pavlenski P. A. Collision / Piotr Pavlenski. — Paris: Au Diable Vauvert, 2022. — 336 с. — ISBN 979-10-307-0462-4.
- Pavlenskij P. A. Collisioni / Pëtr Pavlenskij. — Suddenthoughts, 2023. — 172 с. — ISBN 978-8-89470-081-7.

## Фильмы
- «Pussy Riot и другие грехи» (нем. Pussy Riot und andere Sünden). Германия—Швейцария, 2014, реж. Артём Деменок[205]
- «Огонь, иди со мной», 2015, реж. Инна Денисова[206]
- «Павленский. Человек и власть» (Pavlensky: Der Mensch und die Macht). Германия, 2016, реж. Ирене Лангеман
- «Голая жизнь». Россия—Латвия, 2016, реж. Дарья Хренова
- «Краш-тест» (англ. Crash Test), Франция—Англия, 2023, реж. Давид Комбе, Мина Анжела-Игнатова[207]